# Episodi di Maison close - La casa del piacere (prima stagione)
La prima stagione della serie televisiva Maison close - La casa del piacere è stata trasmessa in prima visione in Francia dal 4 ottobre 2010 su Canal+.
Gli episodi sono andati in onda senza un titolo. In Italia la stagione è trasmessa su La EFFE dall'11 gennaio 2015.
| nº | Episodio   | Prima TV Francia | Prima TV Italia  |
| -- | ---------- | ---------------- | ---------------- |
| 1  | Episodio 1 | 4 ottobre 2010   | 11 gennaio 2015  |
| 2  | Episodio 2 | 4 ottobre 2010   | 18 gennaio 2015  |
| 3  | Episodio 3 | 11 ottobre 2010  | 25 gennaio 2015  |
| 4  | Episodio 4 | 11 ottobre 2010  | 1 febbraio 2015  |
| 5  | Episodio 5 | 18 ottobre 2010  | 8 febbraio 2015  |
| 6  | Episodio 6 | 18 ottobre 2010  | 15 febbraio 2015 |
| 7  | Episodio 7 | 25 ottobre 2010  | 22 febbraio 2015 |
| 8  | Episodio 8 | 25 ottobre 2010  | 1 marzo 2015     |